# Eringsboda
Eringsboda är en tätort i Ronneby kommun, Eringsboda socken i Blekinge, belägen vid gränsen till Småland. Orten var tidigare huvudort i Eringsboda landskommun.
Eringsbodas framväxt som samhälle kan med hjälp av Lantmäteriets historiska kartor spåras tillbaka till 1773 års ägobesrivning av Eringsboda Mellangårds ägor. Enligt Riksantikvarieämbetets bebyggelseregister uppfördes Eringsboda kyrka under åren 1736 till 1738 på initiativ av invånarna själva i Eringsboda. Samhället kom att utvecklas vid den gamla landsvägen mellan Tving och Linneryd. Från den 1 juli år 1905 blev Eringsboda stationsort i och med öppnandet av delsträckan längs Nättraby-Alnaryd-Elmeboda Järnväg. Tiden som stationsort blev förhållandevis kortvarig då all trafik på banan upphörde redan år 1939. Järnvägsspåren revs och rivningsarbetet vad helt färdigställt 1949. Dåvarande Tvings landskommun lät 1955 upprätta en ny byggnadsplan för Eringsboda samhälle dels med anledning av landsvägens betydelse efter järnvägens nedläggning men också samhällets behov av att få en samlad planering av gemensam infrastruktur så som behovet av avlopp. Genom byggnadsplanen framträder bilden av ett samhälle som med affärer, hotell och bensinmack vänder sig mot den nya landsvägen som avsågs att byggas ut.

## Befolkningsutveckling
| Befolkningsutvecklingen i Eringsboda 1960–2020 | Befolkningsutvecklingen i Eringsboda 1960–2020 | Befolkningsutvecklingen i Eringsboda 1960–2020 | Befolkningsutvecklingen i Eringsboda 1960–2020 | Befolkningsutvecklingen i Eringsboda 1960–2020 |
| ---------------------------------------------- | ---------------------------------------------- | ---------------------------------------------- | ---------------------------------------------- | ---------------------------------------------- |
|                                                |                                                |                                                |                                                |                                                |
| År                                             |                                                |                                                | Folkmängd                                      | Areal (ha)                                     |
| 1960                                           | 1960                                           |                                                | 371                                            |                                                |
| 1965                                           | 1965                                           |                                                | 374                                            |                                                |
| 1970                                           | 1970                                           |                                                | 338                                            |                                                |
| 1975                                           | 1975                                           |                                                | 335                                            |                                                |
| 1980                                           | 1980                                           |                                                | 344                                            |                                                |
| 1990                                           | 1990                                           |                                                | 345                                            | 63                                             |
| 1995                                           | 1995                                           |                                                | 370                                            | 65                                             |
| 2000                                           | 2000                                           |                                                | 371                                            | 65                                             |
| 2005                                           | 2005                                           |                                                | 340                                            | 65                                             |
| 2010                                           | 2010                                           |                                                | 299                                            | 65                                             |
| 2015                                           | 2015                                           |                                                | 275                                            | 78                                             |
| 2020                                           | 2020                                           |                                                | 303                                            | 77                                             |
|                                                |                                                |                                                |                                                |                                                |

## Landskap
Eringsboda är beläget i den Blekingska skogsbygden som präglas av skogsklädda moränmarker. Rint samhäller ligger flera sjöar så som Stora Blanken, Svarthövden och Grimsgölen. I direkt anslutning till bebyggelsen ligger också den mindre Togölen med utlopp i Stora Blanken. Runt Togölen finns en mindre vandringsslinga 
som ansluter till Vildmarksleden.

## Samhället
Centralt i samhället ligger längs vägen servicefunktioner så som exempelvis bensinstation, brandstation och före detta livsmedelsaffär. I samhällets södra del ligger Nordenskiölds park.

### Blomstergården
Blomstergården i Eringsboda är en känd turistattraktion. Vid Blomstergården finns även en campingplats. 

### Eringsboda Brunn
Strax utanför Eringsboda ligger Eringsboda Brunn. Redan vid invigningen 20 juni 1929 hade det blivit omodernt att dricka brunn och syftet med verksamheten var att kunna koppla av och ta det lugnt. De första åren arrenderades hälsobrunnen av Linnéa Gustava Lundberg, känd som damen med den stora Sankt Bernhardshunden. Efter att ha varit ägt av landstinget köpte Ulrik Wittman anläggningen 1963 och byggde om den till ett danspalats.

## Näringsliv
Här finns viss träindustri och jordbruk.  

## Idrott
Fotbollslaget Eringsboda/Blåningsmåla spelar i division 6.

### Övriga källor
- Lantmäteriets historiska kartor - Ägobeskrivning 1773
- Riksantikvarieämbetets bebyggelseregister om Eringsboda kyrka
- Gällande äldre plankarta till byggnadsplan nr. 227 för Eringsboda
- Gällande äldre beskrivning till byggnadsplan nr. 227 för Eringsboda
- Danska järnvägsklubben om Nättraby-Alnaryd-Älmeboda Järnväg, hämtningsdatum 2024-02-09
- Blekinge museum om invigningen av Eringsboda station
- Naturkartan om byaslingan Eringsboda - Togölen
- Sparbanken Eken om Nordenskölds park